# ساعت ۴ تابستان، امید
ساعت ۴ تابستان، امید (فرانسوی: A quatre heures d'été, l'espoir...‎) نقاشی رنگ روغن در سبک فراواقع‌گرایی از نقاش برجسته فرانسوی ایو تانگی است که در سال ۱۹۲۹ خلق شد